# Suzuki Takayuki
Suzuki Takayuki (鈴木 隆行 sinh ngày 5 tháng 6 năm 1976) là một cựu cầu thủ bóng đá Nhật Bản. Anh có trên 50 lần ra sân cho Đội tuyển bóng đá quốc gia Nhật Bản và có trên hai thập kỷ thi đấu ở Nhật Bản, Brasil, Bỉ, Serbia và Hoa Kỳ.

## Thống kê sự nghiệp
| Đội tuyển bóng đá Nhật Bản | Đội tuyển bóng đá Nhật Bản | Đội tuyển bóng đá Nhật Bản |
| Năm                        | Trận                       | Bàn                        |
| -------------------------- | -------------------------- | -------------------------- |
| 2001                       | 10                         | 3                          |
| 2002                       | 13                         | 1                          |
| 2003                       | 4                          | 0                          |
| 2004                       | 18                         | 6                          |
| 2005                       | 10                         | 1                          |
| Tổng cộng                  | 55                         | 11                         |